# العلاقات الباربادوسية البوروندية
العلاقات الباربادوسية البوروندية هي العلاقات الثنائية التي تجمع بين باربادوس وبوروندي.

## مقارنة بين البلدين
هذه مقارنة عامة ومرجعية للدولتين:
| وجه المقارنة                                              | باربادوس       | بوروندي                                    |
| --------------------------------------------------------- | -------------- | ------------------------------------------ |
| المساحة (كم2)                                             | 439            | 27.83 ألف                                  |
| عدد السكان (نسمة)                                         | 285.72 ألف     | 10.86 مليون                                |
| الكثافة السكانية (ن./كم²)                                 | 65.08 ألف      | 390.23                                     |
| العاصمة                                                   | بريدج تاون     | بوجومبورا، جيتيغا                          |
| اللغة الرسمية                                             | لغة إنجليزية   | اللغة الكيروندية، لغة فرنسية، لغة إنجليزية |
| العملة                                                    | دولار بربادوسي | فرنك بوروندي                               |
| الناتج المحلي الإجمالي (بليون دولار)                      | 4.80 مليار     | 3.48 مليار                                 |
| الناتج المحلي الإجمالي (تعادل القوة الشرائية) بليون دولار | 4.66 مليار     | 8.13 مليار                                 |
| الناتج المحلي الإجمالي الاسمي للفرد دولار أمريكي          | 15.43 ألف      | 277                                        |
| الناتج المحلي الإجمالي للفرد دولار أمريكي                 | 16.06 ألف      | 77                                         |
| مؤشر التنمية البشرية                                      | 0.795          | 0.400                                      |
| رمز المكالمات الدولي                                      | +1246          | +257                                       |
| رمز الإنترنت                                              | .bb            | .bi                                        |
| المنطقة الزمنية                                           | 00             | ت ع م+02:00                                |

## منظمات دولية مشتركة
يشترك البلدان في عضوية مجموعة من المنظمات الدولية، منها:
| علم المنظمة | اسم المنظمة                                 | تاريخ انضمام باربادوس | تاريخ انضمام بوروندي |
| ----------- | ------------------------------------------- | --------------------- | -------------------- |
|             | مؤسسة التنمية الدولية                       | 29 سبتمبر 1999        | 28 سبتمبر 1963       |
|             | يونسكو                                      | 24 أكتوبر 1968        | 16 نوفمبر 1962       |
|             | وكالة ضمان الاستثمار متعدد الأطراف          | 12 أبريل 1988         | 10 مارس 1998         |
|             | الأمم المتحدة                               | 9 ديسمبر 1966         | 18 سبتمبر 1962       |
|             | مجموعة دول أفريقيا والكاريبي والمحيط الهادئ | ?                     | ?                    |
|             | الاتحاد البريدي العالمي                     | ?                     | ?                    |
|             | البنك الدولي للإنشاء والتعمير               | 12 سبتمبر 1974        | 28 سبتمبر 1963       |
|             | الاتحاد الدولي للاتصالات                    | 16 أغسطس 1967         | 16 فبراير 1963       |
|             | منظمة حظر الأسلحة الكيميائية                | ?                     | ?                    |
|             | مؤسسة التمويل الدولية                       | 25 يونيو 1980         | 28 نوفمبر 1979       |
|             | المركز الدولي لتسوية المنازعات الاستشارية   | 1 ديسمبر 1983         | 5 ديسمبر 1969        |
|             | منظمة التجارة العالمية                      | ?                     | 23 يوليو 1995        |
|             | منظمة الشرطة الجنائية الدولية               | ?                     | ?                    |

## وصلات خارجية
- موقع وزارة الخارجية الباربادوسية